# Sete (Helme)
Die Sete ist ein linker Nebenfluss der Helme im Landkreis Nordhausen, Thüringen, Deutschland.

## Verlauf
Die Sete entspringt östlich von Weilrode im Naturschutzgebiet Sülzensee – Mackenröder Wald, in der Nähe der Landesgrenze zu Niedersachsen. Als ersten Ort durchfließt sie Limlingerode. Der Bach verläuft fast parallel der B 243 und der Ichte. Das letzte Dorf am Verlauf der Sete ist Schiedungen. Südlich von Schiedungen mündet sie dann am Speicher Schiedungen in die Helme.

## Bildergalerie

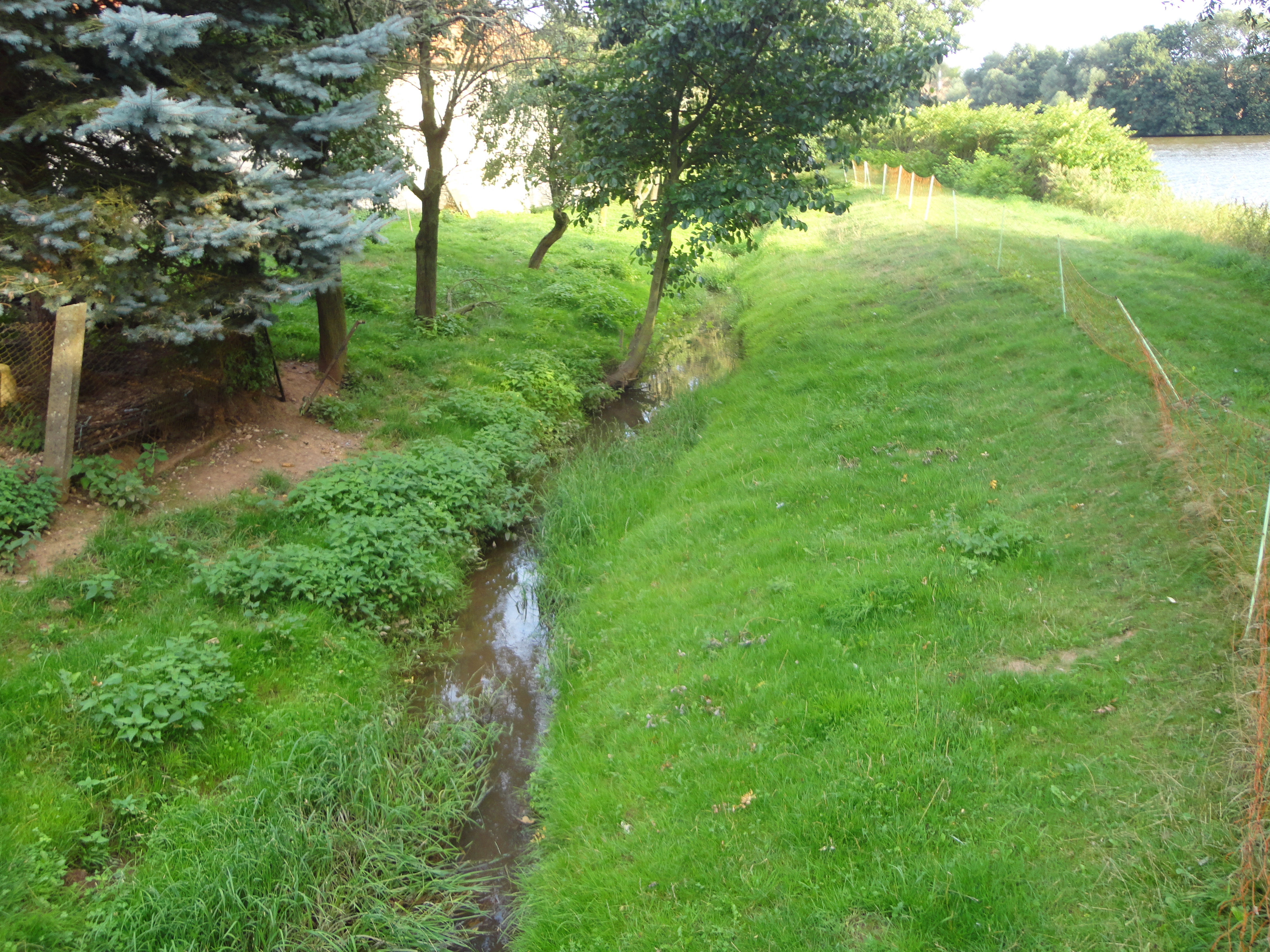
Die Sete am Speicher Schiedungen (Der Speicher ist oben rechts auf dem Bild ein wenig zu sehen)
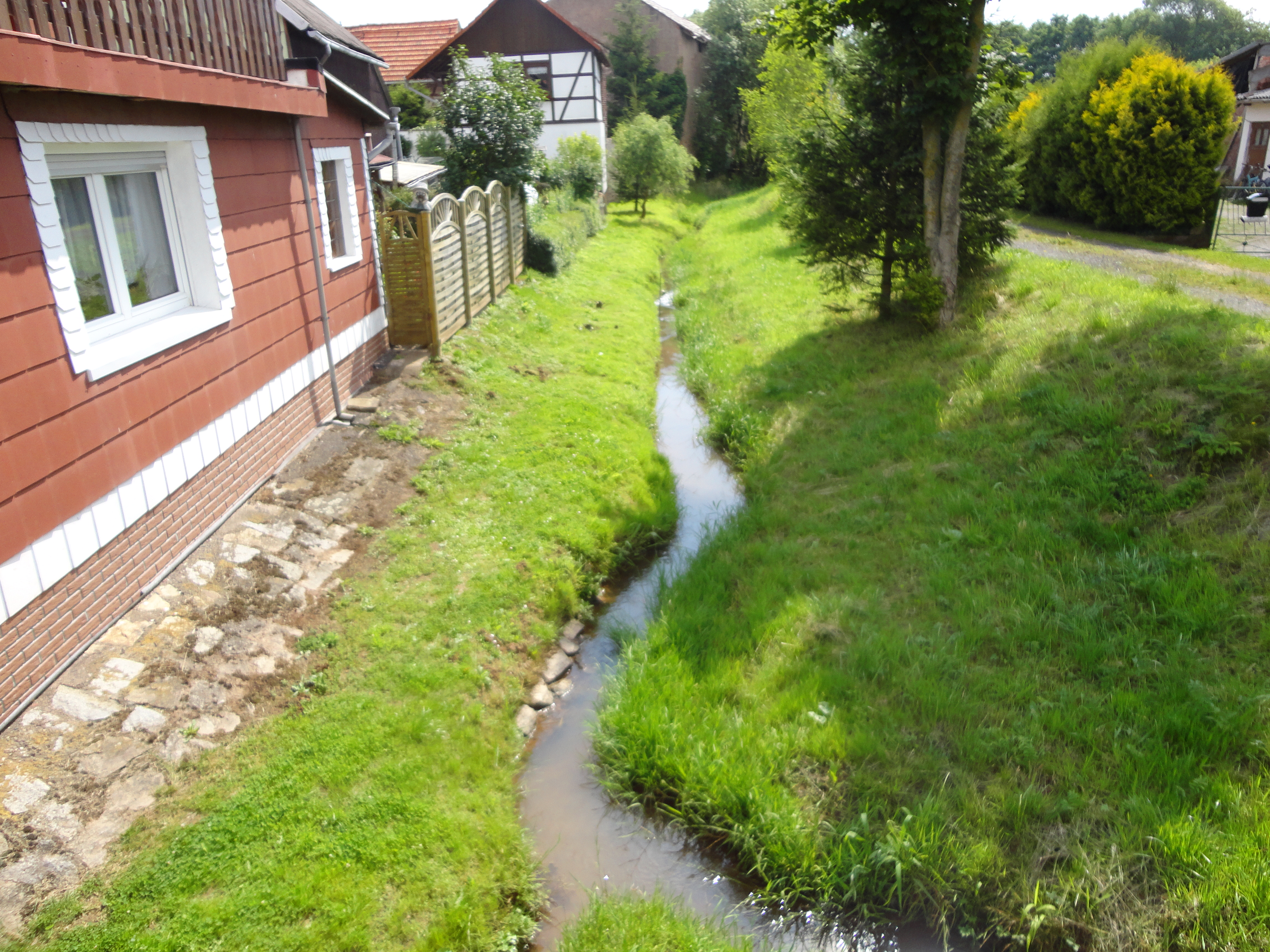
Die Sete in Schiedungen
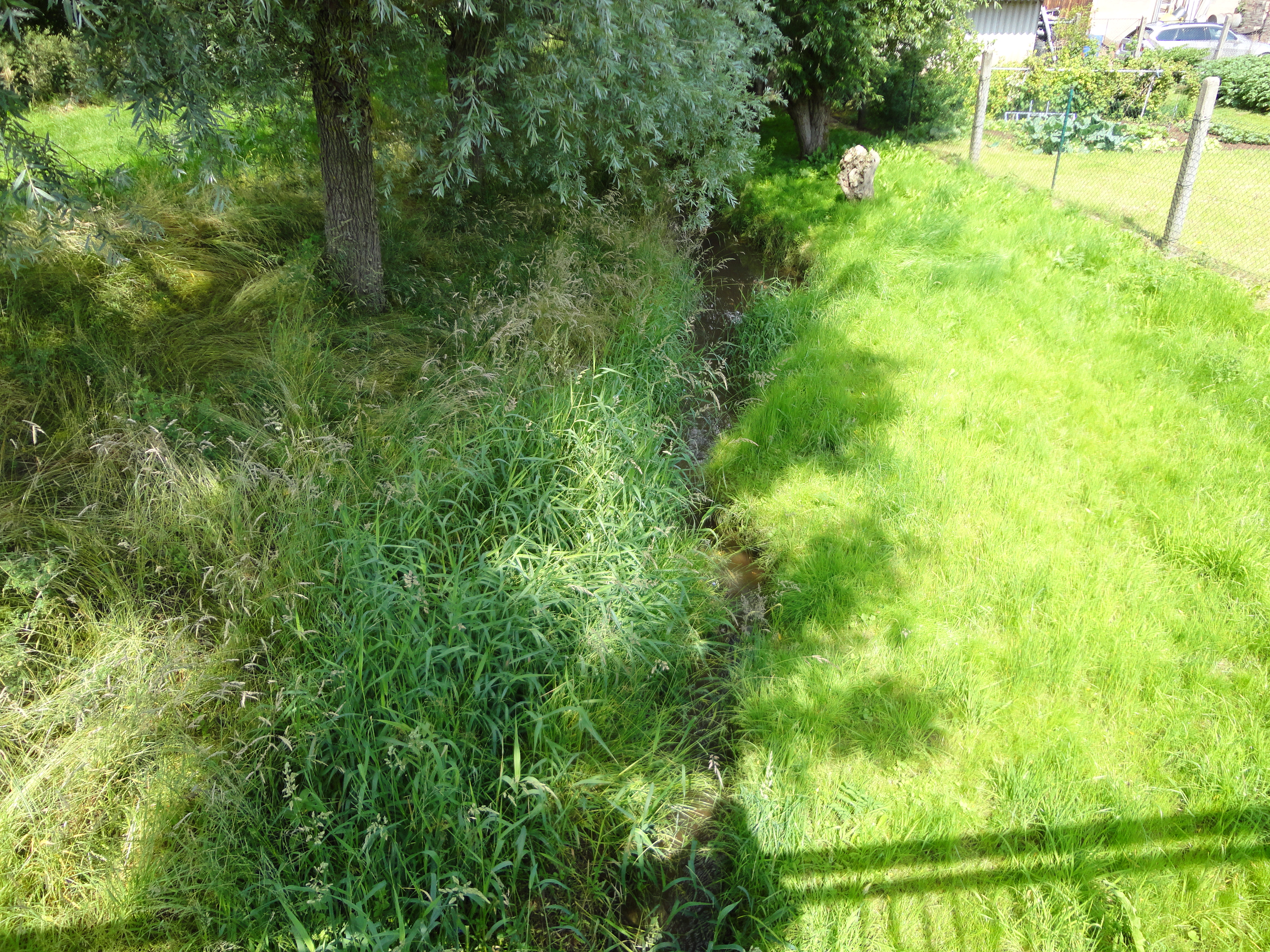
Die Sete in Schiedungen